# Войнович, Владимир Николаевич
Влади́мир Никола́евич Войно́вич (26 сентября 1932, Сталинабад, Таджикская ССР, СССР — 27 июля 2018, Москва, Россия) — русский прозаик, поэт и драматург. Известен также как автор текстов песен и художник-живописец. Лауреат Государственной премии Российской Федерации (2000). Почётный член Российской академии художеств.
В 1980 году был лишён советского гражданства, вследствие этого был вынужден эмигрировать из СССР; до середины 2000-х годов жил в Германии.

## Биография

### Происхождение
Владимир Войнович родился в Сталинабаде, в семье журналиста, ответственного секретаря республиканской газеты «Коммунист Таджикистана» и редактора областной газеты «Рабочий Ходжента» Николая Павловича Войновича (1905—1987), уроженца уездного городка Новозыбкова Черниговской губернии (ныне Брянской области). В 1936 году отец был репрессирован, после освобождения — в действующей армии на фронте, был ранен и остался инвалидом (1941). Мать — сотрудница редакций тех же газет (впоследствии учительница математики) — Розалия Климентьевна (Ревекка Колмановна) Гойхман (1908—1978), уроженка местечка Хащеватое Гайворонского уезда Херсонской губернии (ныне Кировоградской области Украины).
На основании книги югославского автора Видака Вуйновича «Вой(и)новичи — Вуй(и)новичи: от средних веков до наших дней» (1985) Владимир Войнович в своих книгах и интервью утверждал, что происходит из знатного сербского рода Войновичей (в частности, является родственником графов Войновичей), давшего России несколько адмиралов и генералов:

Гордиться своими предками так же глупо, как и своей национальностью, но знать свою родословную, если есть такая возможность, по крайней мере, интересно. […]
Мне ничего искать не пришлось. Уже когда я был в эмиграции и жил под Мюнхеном, бывший артиллерийский полковник из Югославии Видак Вуйнович прислал мне книгу своего сочинения: «Войновичи, Войиновичи, Вуйновичи и Вуйиновичи», где наше общее родословие расписано начиная с 1325 года. Родоначальником нашей фамилии был некто Воин, князь Ужицкий, воевода и зять сербского короля Стефана Дечанского. […]
Воин был, наверное, самой важной персоной в нашем роду, но и после него были люди, прославившиеся на том или ином поприще: писатели (Иво Войнович из них самый известный), генералы и адмиралы итальянские, австрийские, русские. Были даже венецианские дожи. […]
Предки мои были во многих поколениях многодетны: у Александра было шесть дочерей и четыре сына, у Шпиро — шесть сыновей и одна дочь, у прадеда Николы — шесть сыновей, у деда Павла — два сына и дочь, у моего отца — сын и дочь, у меня — две дочери и сын. Сын пока не женат, и, если у него не будет сына, эта ветвь нашего рода исчезнет.
— Владимир Войнович. Автопортрет: Роман моей жизни — Глава «Корни»

Правильнее говорить Во́йнович. Твардовский называл меня именно так. Это сербская фамилия.
— Интервью с Владимиром Войновичем. // Огонёк. — № 48. — 2007.

### Жизнь и творчество
После ареста отца в 1936 году жил с матерью, дедушкой и бабушкой в Сталинабаде. В начале 1941 года отец был освобождён, и семья переехала к его сестре в Запорожье. В августе 1941 года был с матерью эвакуирован на хутор Северо-Восточный (Ипатовский район Ставропольского края), где после направления матери в Ленинабад жил с родными отца и поступил во второй класс местной школы. Из-за наступления немцев семье вскоре пришлось вновь эвакуироваться — в Управленческий городок Куйбышевской области, куда летом 1942 года из Ленинабада приехала его мать. Присоединившийся к ним после демобилизации отец нашёл работу счетоводом в совхозе села Масленниково (Хворостянский район), куда перевёз семью; в 1944 году они вновь переехали — в деревню Назарово (Вологодская область), где брат матери — Владимир Климентьевич Гойхман (1899—?) — работал председателем колхоза, оттуда — в Ермаково.
В ноябре 1945 года с родителями и младшей сестрой Фаиной вернулся в Запорожье; отец устроился в многотиражку «За алюминий», мать (после окончания местного педагогического института) — учителем математики в вечернюю школу. Окончил ремесленное училище, работал столяром на алюминиевом заводе, на стройке, учился в аэроклубе: летал на планёре и прыгал с парашютом.
В 1951 году был призван на службу в армию, сначала служил в Джанкое, затем до 1955 года в авиации в Польше (в Хойне и Шпротаве). Во время военной службы писал стихи для армейской газеты. В 1951 году его мать была уволена из вечерней школы и родители переехали в Керчь, где отец устроился в газету «Керченский рабочий» (в которой под псевдонимом «Граков» в декабре 1955 года были опубликованы присланные ещё из армии первые стихи писателя). После демобилизации в ноябре 1955 года поселился у родителей в Керчи, окончил десятый класс средней школы; в 1956 году его стихи были вновь опубликованы в «Керченском рабочем».
В начале августа 1956 года приехал в Москву, работал на стройке, жил в общежитии, дважды поступал в Литературный институт имени А. М. Горького, проучился полтора года на историческом факультете Педагогического института имени Н. К. Крупской (1957—1959), ездил на целину в Казахстан, где написал свои первые прозаические произведения (1958).
В 1960 году устроился младшим редактором в отделе сатиры и юмора на Всесоюзном радио с испытательным сроком. Написанная вскоре на его стихи композитором Оскаром Фельцманом песня «Я верю, друзья» («Четырнадцать минут до старта») стала любимой песней советских космонавтов, фактически их гимном.

Я верю, друзья, караваны ракет
Помчат нас вперёд от звезды до звезды.
На пыльных тропинках далёких планет
Останутся наши следы…

После того как песню процитировал встречавший космонавтов Хрущёв, она получила всесоюзную известность и Владимир Войнович «проснулся знаменитым». Войновича приняли в Союз писателей СССР (1962). В дальнейшем Войнович написал тексты более чем к 40 песням. Публикация повести «Мы здесь живём» в «Новом мире» (1961) также способствовала укреплению славы писателя. Последовавшие со взлётом известности предложения печатать стихи в центральных журналах Войнович отклонил, желая сосредоточиться на прозе. В 1964 году принял участие в написании коллективного детективного романа «Смеётся тот, кто смеётся», опубликованного в газете «Неделя».
Роман «Жизнь и необычайные приключения солдата Ивана Чонкина», писавшийся с 1963 года, ходил в самиздате. Первая часть была опубликована (без разрешения автора) в 1969 году во Франкфурте-на-Майне, а вся книга — в 1975 году в Париже.
В конце 1960-х годов Войнович принимал активное участие в движении за права человека, что вызвало конфликт с властями. За свою правозащитную деятельность и сатирическое изображение советской действительности писатель подвергался преследованию: за ним установил слежку КГБ, в 1974 году был исключён из Союза писателей СССР. Был принят в члены ПЕН-клуба во Франции.
В 1975 году, после публикации «Чонкина» за рубежом, Войновича вызвали для беседы в КГБ, где предложили издаваться в СССР. Далее, для обсуждения условий снятия запрета на издание отдельных его работ его пригласили на вторую встречу — на этот раз в номере 480 гостиницы «Метрополь». Там писатель был отравлен психотропным препаратом, что имело серьёзные последствия, после этого долгое время он плохо себя чувствовал и это сказалось на его работе над продолжением «Чонкина». После данного инцидента Войнович написал открытое письмо Андропову, ряд обращений в зарубежные СМИ и позднее описал этот эпизод в повести «Дело № 34840».

## Эмиграция из СССР
21 декабря 1980 года (генсеком тогда был Л. И. Брежнев) Войнович с семьёй был вынужден уехать из СССР, а 16 июня 1981 года указом Президиума Верховного Совета СССР лишён советского гражданства.
В том же году попросил политического убежища в ФРГ. В 1980—2000-е годы жил в Штокдорфе и Мюнхене, за исключением двух лет в США. Сотрудничал с радиостанцией «Свобода».
В 1989 году Войнович приехал в Москву в первый раз после эмиграции, с немецким паспортом, по приглашению «Мосфильма», потому что у Эльдара Рязанова была идея снять фильм о Чонкине. В августе 1990 года указом Горбачёва Войновичу было возвращено советское гражданство, ему дали квартиру. В конце 1990 года Войнович приехал в Москву по поводу премьеры фильма «Шапка», снятого режиссёром Константином Воиновым.
В 1996 и 2003 году был среди деятелей культуры и науки, призвавших российские власти остановить войну в Чечне и перейти к переговорному процессу. Написал свой вариант текста нового гимна России с весьма ироничным содержанием. В 2001 году подписал письмо в защиту телеканала НТВ.

## Возвращение
После смерти жены в 2004 году навсегда вернулся в Россию. В марте 2014 года вместе с рядом других деятелей науки и культуры выразил своё несогласие с политикой российской власти в Крыму. В феврале 2015 года написал открытое письмо президенту России с просьбой об освобождении Надежды Савченко. В октябре того же года, по случаю дня рождения Путина, сказал, что у Путина «едет крыша» и что он должен понести ответственность за свои преступления.
С 1994 года занимался живописью, первая персональная выставка открылась 5 ноября 1996 года в московской галерее «Асти», было много его персональных выставок в Москве, в Русском музее в Санкт-Петербурге, в Вене.
Жил в своём доме в посёлке Советский Писатель недалеко от Троицка (Троицкий округ Москвы, до 2012 года — Московская область). Член русского ПЕН-клуба, вышел из него в декабре 2016 года.
Скончался 27 июля 2018 года на 86-м году жизни от сердечного приступа. Похоронен на Троекуровском кладбище, участок 21.
К первой годовщине смерти на могиле писателя установили бронзовую фигуру героя романа «Жизнь и необычайные приключения солдата Ивана Чонкина» авторства скульптора М. Согояна.

## Благотворительность
Владимир Войнович был членом попечительского совета московского благотворительного фонда помощи хосписам «Вера».

## Семья
- Первая жена — Валентина Васильевна Войнович (урождённая Болтушкина, 1929—1988), маляр на стройке, где Войнович работал плотником[46].
  - Дочь — Марина Владимировна Войнович (1958—2006).
  - Сын — Павел Владимирович Войнович (1962—2018[47]), писатель[48], автор книги «Воин под Андреевским флагом»[49], последние годы жил в Черногории[40].
- Вторая жена (1964—2004) — Ирина Даниловна Войнович (урождённая Брауде, 1938—2004);  в первом браке была замужем за писателем Камилом Икрамовым[46].
  - Дочь — немецкая писательница[50] Ольга Владимировна Войнович (род. 1973).
- Третья жена — Светлана Яковлевна Колесниченко (урождённая Лианозова, род. 1939), правнучка бакинского нефтепромышленника Г. М. Лианозова; в первом браке была замужем за журналистом Томасом Анатольевичем Колесниченко (1930—2003)[46].
- Сестра — Фаина Николаевна Войнович (1944—1989).

### Основные произведения

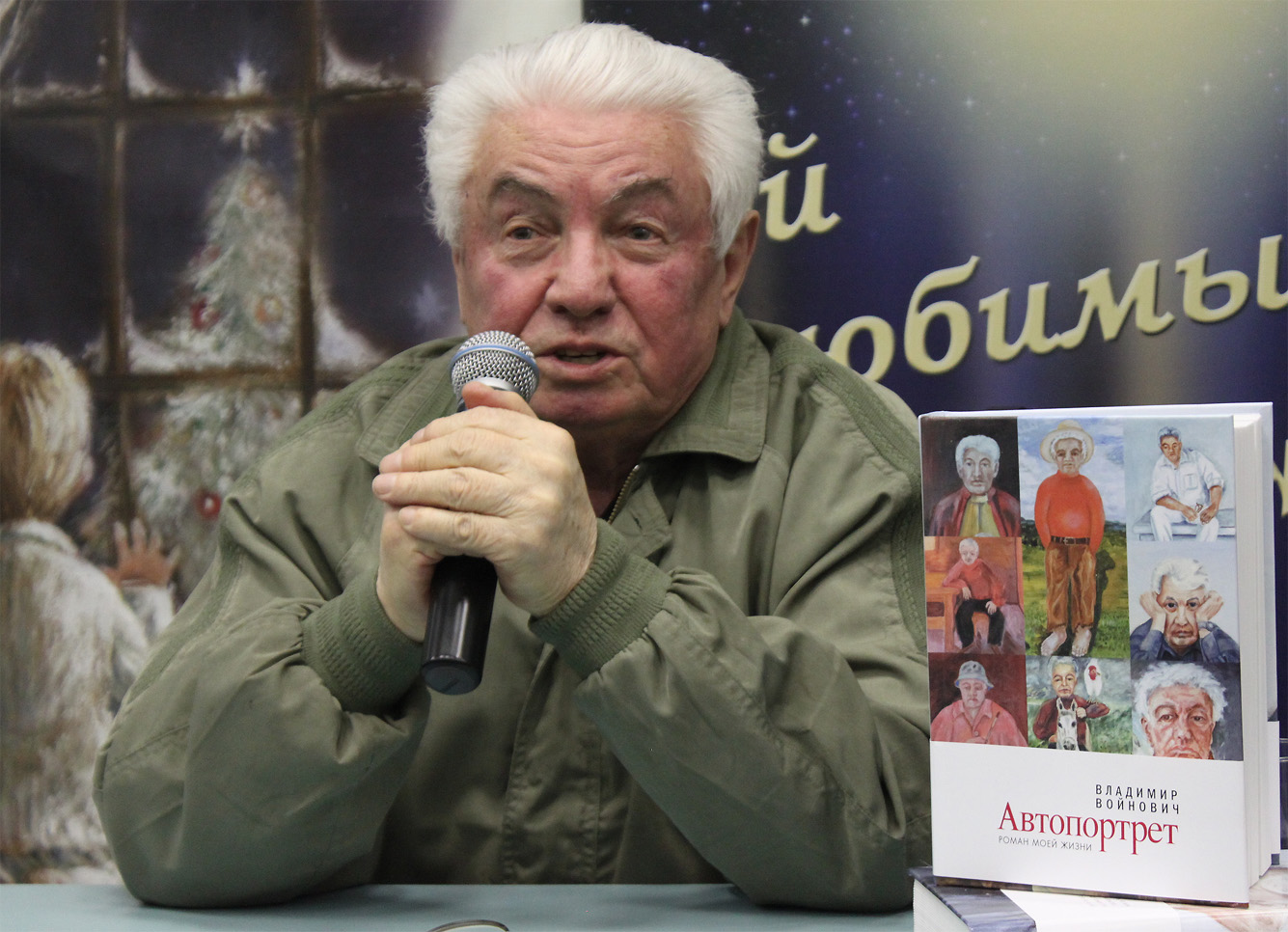
На презентации книги «Автопортрет», 2010 г.

- «Степень доверия» (повесть о Вере Фигнер)
- Трилогия о солдате Иване Чонкине:

 — «Жизнь и необычайные приключения солдата Ивана Чонкина» (1969—1975)
 — «Претендент на престол» (1979)
 — «Перемещённое лицо» (2007)
- «Москва 2042» (1986)
- «Кот домашний средней пушистости» (пьеса, 1990, совместно с Г. И. Гориным), по повести «Шапка» (1987)
- «Монументальная пропаганда» (2000) — сатирический роман, продолжающий некоторые сюжеты «Чонкина» и посвящённый феномену «массового» сталинизма
- «Портрет на фоне мифа» — книга, посвящённая Александру Солженицыну и сложившимся вокруг него мифам (2002)
- «Автопортрет. Роман моей жизни» (автобиографический роман, 2010)[51]
- "Четырнадцать минут до старта" (неофициальный гимн космонавтов СССР, 1960)

### В СССР
- Мы здесь живём [повесть] // Новый мир. 1961. № 1.
- Расстояние в полкилометра [рассказ]. Хочу быть честным [повесть] // Новый мир. 1963. № 2.
- Мы здесь живём. — М.: Советский писатель, 1963.
- «Смеётся тот, кто смеётся» (роман) // «Неделя». — 1964. — Апрель—июль. (один из девяти авторов)
- Два товарища [повесть] // Новый мир. — 1967. — № 1.
- «Мы здесь живём»; «Два товарища», «Владычица» [повести]. — М.: Советский писатель, 1972. — 256 с.
- Степень доверия. Повесть о Вере Фигнер. — М.: Политиздат, 1972. — 384 с. (Серия «Пламенные революционеры»).

### За рубежом
- Жизнь и необычайные приключения солдата Ивана Чонкина [Часть 1] // Грани (Франкфурт-на-Майне). — 1969. — № 72.
- Путём взаимной переписки [повесть] // Грани (Франкфурт-на-Майне). — 1973. — № 87—88.
- Жизнь и необычайные приключения солдата Ивана Чонкина. — Париж: YMCA-Press, 1975.
- Происшествие в «Метрополе» // Континент (Париж). — 1975. — № 5.
- Иванькиада, или Рассказ о вселении писателя Войновича в новую квартиру. — (Анн Арбор): Ардис, 1976.
- Претендент на престол [вторая книга «Чонкина»] // YMCA-Press, 1979.
- Писатель в советском обществе // Посев (Франкфурт-на-Майне). — 1983. — № 9. — С. 32.
- Если враг не сдаётся…: Заметки о социалистическом реализме // Страна и мир (Мюнхен). — 1984. — № 10.
- Фиктивный брак [ водевиль ] // Время и мы (Нью-Йорк), 1983, № 72,
- Трибунал [пьеса]. Lnd., 1985
- Антисоветский Советский Союз: Книга очерков. — Ann Arbor, Ardis Publishers, 1985.
- Москва 2042. — Ann Arbor, Ardis Publishers, 1987. — 344 с. — ISBN 0-87501-030-X, ISBN 0-87501-031-8.

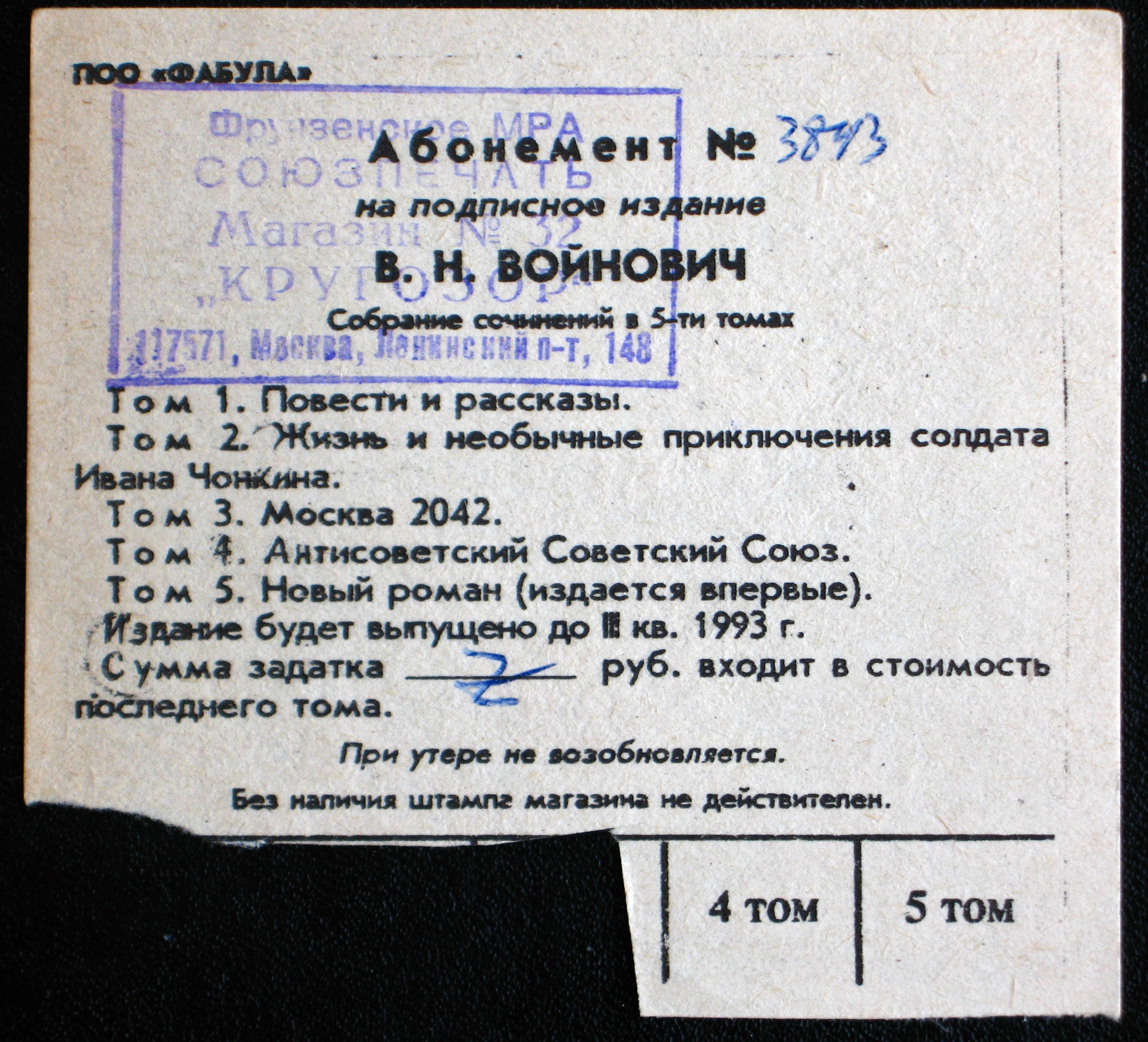
Подписной абонемент на собрание сочинений Владимира Войновича. — СССР, 1991 г.

### В СССР периода перестройки и в России

#### Журнальные
- Жизнь и необычайные приключения солдата Ивана Чонкина // «Юность». 1988. № 12; 1989. № 1—2.
- Трибунал. Судебная комедия в 3 д. / Предисл. М. Швыдкого // Театр. 1989. № 3. — С. 2—37.
- Путём взаимной переписки // Дружба народов, 1989, № 1.
- Иванькиада, или Рассказ о вселении писателя Войновича в новую квартиру // Дружба народов, 1989, № 12.
- Дело № 34840 // Знамя. 1993. № 12.
- Антисоветский Советский Союз // Октябрь. 1991. № 7. С. 65—110. То же:
- Монументальная пропаганда // Знамя. — 2000. — № 2—3.

#### Книги
- Хочу быть честным. — М.: Московский рабочий, 1989.
- Хочу быть честным. — М.: СП «Вся Москва», 1990.
- Нулевое решение: Сборник статей. — М.: 1990. — 46 с. — («Библиотека „Огонёк“». № 14).
- Малое собрание сочинений в 5 томах. — М.: Фабула, 1993—1995.
- Москва 2042. — М.: Вся Москва, 1990. — 350 с. То же: в сборнике Вечер в 2217 году (Серия «Утопия и антиутопия XX века»). — М.: Прогресс, 1990. — С. 387—716. — ISBN 5-01-002691-0.
- Жизнь и необычайные приключения солдата Ивана Чонкина / Послесловие Б. Сарнова. — М.: Книжная палата, 1990.
- Жизнь и необычайные приключения солдата Ивана Чонкина. — Владивосток, 1992.
- Жизнь и необычайные приключения солдата Ивана Чонкина. — Новосибирск, Пасман и Шувалов, 1993.
- Москва 2042. — Петрозаводск: Карэко, 1994.
- Жизнь и необычайные приключения солдата Ивана Чонкина. — Петрозаводск: Карэко, 1994.
- Дело № 38840. — М.: Текст, 1994.
- Владимир Войнович // Русское богатство: Журнал одного автора. — М., 1994. — № 1(5). — 5000 экз.
- Замысел. — М.: Вагриус, 1995. — 366 с. — ISBN 5-7027-0088-0.
- Жизнь и необычайные приключения солдата Ивана Чонкина. — Кн. 1—2. — М.: Вагриус; СПб.: Лань, 1996.
- Жизнь и необычайные приключения солдата Ивана Чонкина — М.: Вагриус, 1996.
- Сказки для взрослых [«Москва 2042», сказки]. — М.: Вагриус, 1996. — 448 с. — ISBN 5-7027-0345-6.
- Запах шоколада: Рассказы. — М.: Вагриус, 1997.
- Москва 2042. — М.: Вагриус, 1999. — ISBN 5-264-00058-1.
- Жизнь и необычайные приключения солдата Ивана Чонкина. — М.: Вагриус, 1999.
- Замысел. — М.: Вагриус, 1999. — 544 с. — ISBN 5-264-00057-3.
- Монументальная пропаганда: Роман. — М.: Изограф, 2000. — 384 с. — ISBN 5-87113-092-5, ISBN 5-04-003970-0. — 2001.
- Антисоветский Советский Союз: Документальная фантасмагория в 4-х частях. — М.: Материк, 2002. — 416 с. — ISBN 5-85646-060-X.
- Замысел. — М.: Эксмо, 2003.
- Москва 2042. — М.: Эксмо, 2004. — ISBN 5-699-07531-3.
- Жизнь и необычайные приключения писателя Войновича // 2005, публикация в «Новых Известиях» (2006).
- Два товарища: Повести. — М.: Эксмо, 2007. — ISBN 5-699-20039-8.
- Москва 2042. — М.: Эксмо, 2007. — ISBN 978-5-699-24310-5.
- Деревянное яблоко свободы: Роман о переломном периоде в истории России [переиздание романа «Степень доверия: Повесть о Вере Фигнер» с оригинальным названием[52]. — М.: Эксмо, 2008. — 384 с. — ISBN 978-5-699-29401-5.
- Автопортрет. — М.: Эксмо, 2010.
- Два плюс один в одном флаконе. — М.: Эксмо, 2010.
- Жизнь и необычайные приключения солдата Ивана Чонкина. — М.: Эксмо, 2010.
- Жизнь и необычайные приключения солдата Ивана Чонкина: в 2 т. — СПб.: Вита Нова, 2014.
- Жизнь и необычайные приключения солдата Ивана Чонкина. — М.: Эксмо, 2015.
- Малиновый пеликан. — М.: Эксмо, 2016. — 352 с. — (Классическая проза Владимира Войновича). — 20 000 экз. — ISBN 978-5-699-88321-9.[53]
- Фактор Мурзика. — М.: Э, 2017. — 416 с. — (Классическая проза Владимира Войновича). — 5000 экз. — ISBN 978-5-04-089650-9.
- В стиле Андре Шарля Буля: [сборник: повесть «Владычица», рассказы, сказки, очерки, стихи]. — М.: Издательство «Э», 2018. — 384 с. — ISBN 978-5-04-092892-7.
- За Родину! Неопубликованное — М.: Планета, 2019. — 248 с. — Издаваемая посмертно, книга состоит из обнаруженных в архиве писателя публицистических и художественных произведений, а также из мемуаров общественных деятелей и деятелей культуры, чьё творчество и труды известны далеко за пределами России. — 1000 экз. — ISBN 978-5-6042767-5-4

## Фильмография
См.: Владимир Войнович (англ.) на сайте Internet Movie Database.

### Фильмы по произведениям Владимира Войновича
- 1973 — «Не пройдёт и года…» (режиссёр Л. П. Бескодарный) — соавтор сценария, совместно с Б. И. Балтером, по повести «Хочу быть честным»[54]
- 1990 — «Шапка» (режиссёр К. Н. Воинов)
- 1994 — «Жизнь и необычайные приключения солдата Ивана Чонкина» / «чеш. Život a neobyčejná dobrodružství vojáka Ivana Čonkina» (режиссёр Иржи Менцель)
- 2000 — «Два товарища» (режиссёр В. Ю. Пендраковский[55])
- 2007 — «Приключения солдата Ивана Чонкина» (режиссёр А. А. Кирющенко)
- 2009 — «Только не сейчас» (режиссёр В. Ю. Пендраковский)

### Актёр
- 2006 — «Сады осенью» (реж. О. Иоселиани) — эпизод

### Фильмы о В. Войновиче
- 2003 — «Невероятные приключения В. Войновича, рассказанные им самим после возвращения на родину» (автор и режиссёр Александр Плахов).
- 2012 — «Владимир Войнович. Остаться собой» (режиссёр В. Балаян, 39 мин., киностудия «Мирабель» при к/ст «Мосфильм», 2012 г.; эфир телеканала «Дождь» 29 октября 2012 г.).

## Награды

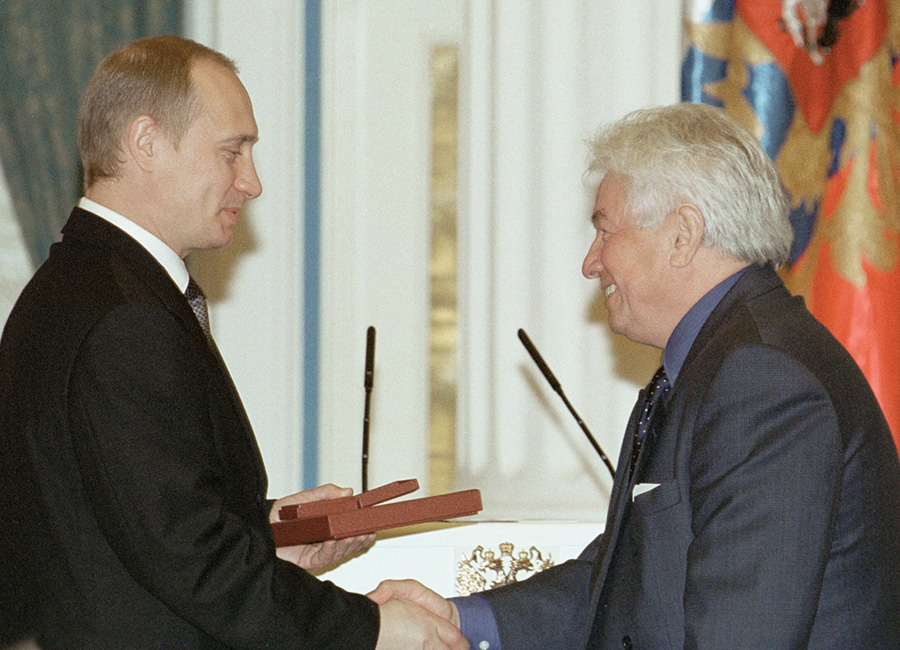
Владимир Путин и Владимир Войнович, вручение Государственной премии, 2001 г.

- 1993 — Премия Баварской академии искусств,
- 1994 — Премия фонда «Знамя»,
- 1996 — Премия «Триумф»,
- 1999 — Премия имени Фёдора Петровича Хааза[56],
- 2000 — Государственная премия Российской Федерации, за роман «Монументальная пропаганда»,
- 2002 — Премия им. А. Д. Сахарова «За гражданское мужество писателя»,
- 2016 — Премия имени Льва Копелева[57].

Почётный член Российской академии художеств.

## Оценки
Писатель-реалист, замечательно изображающий человеческие характеры и обладающий особым даром живо запечатлевать отдельные сцены.
— Вольфганг Казак о Владимире Войновиче